# Vama (Suceava)
Vama é uma comuna romena localizada no distrito de Suceava, na região de Bucovina. A comuna possui uma área de 136.28 km² e sua população era de 6211 habitantes segundo o censo de 2007.